# エドゥアルト・ミュラー
エドゥアルト・ミュラー（ドイツ語: Eduard Müller, 1912年10月12日 - 1983年5月16日）は、スイスのオルガン奏者、チェンバロ奏者。

## 経歴
1912年にジッサッハで生まれる。バーゼルでアドルフ・ハムにオルガンを学び、ライプツィヒでギュンター・ラミンの薫陶を受けた。1934年にバーゼルの聖パウロ教会のオルガニストに就任する。1970年にはバーゼル大聖堂のオルガニストとなり、1978年にはバーゼル大学から神学の名誉博士号を贈られた。
教育者としてのミュラーは、1939年からバーゼル・スコラ・カントルムでオルガン、チェンバロ、通奏低音を講じ、1945年からはバーゼル音楽院でも教鞭をとるようになった。主要な弟子にグスタフ・レオンハルト等がいる。また通奏低音の専門家として、新バッハ・エディションの編集に加わっていた。
ボットミンゲンにて没した。